# Argela
Argela es una freguesia portuguesa del concelho de Caminha, con 11,60 km² de superficie y 435 habitantes (2001). Su densidad de población es de 37,5 hab/km².